# Hana Vovsová
Hana Vovsová (* 10. června 1966, Mikulov) je česká spisovatelka.

## Životopis
Rodačka z Mikulova v roce 1984 ukončila studium na Mikulovském gymnáziu. Pracovala na Speciálních školách v Mikulově. Současně vystudovala na Univerzitě Palackého v Olomouci obor Speciální pedagogika. Většinu svého života se věnuje práci v oblasti vzdělávání a mezilidských vztahů. Společně s prvním manželem, malířem Liborem Lípou, vychovala dnes již dospělou dceru Barboru.
Po rozvodu si našla partnera na internetu. Přestěhovala se do Brna, kde se vdala a žije s manželem i s jeho dospělým synem. Od roku 2008 pracuje na soukromé Vysoké škole obchodní a hotelové jako tajemnice. V roce 2012 založila Osobní seznamku, která zájemcům o vážný vztah nabízí netradiční seznamovací večery První rande, na kterých spolupracuje s life koučkou specializovanou na vztahy.

## Dílo
Kniha Láska na první kliknutí aneb Jak hledat a najít partnera (2010) je prvním knižním zpracováním tématu seznamování na internetu v Česku.
Již dříve publikovala své názory a pohledy v oblasti vzdělávání a lidských vztahů v tištěných médiích: vlastní pravidelná rubrika v Hlase Pálavy - (Ne)maličkosti na každý den (2006), Psychologie dnes (2007), článek v časopise Marianne (12/2009), Psychologie dnes (2011). Píše pravidelné články o vztazích na portál Praktický život. Spolupracovala s rádiem Petrov na pravidelných magazínech o seznamování. Připravuje články o seznamování a o vztazích. S některými internetovými portály spolupracuje na článcích o seznamování a o vztazích (iDNES, Žena).